# Загор'є (Кршан)
Загор'є (хорв. Zagorje) — населений пункт у Хорватії, в Істрійській жупанії у складі громади Кршан.

## Населення
Населення за даними перепису 2011 року становило 116 осіб.
Динаміка чисельності населення поселення:

## Клімат
Середня річна температура становить 13,81 °C, середня максимальна – 26,12 °C, а середня мінімальна – 2,10 °C. Середня річна кількість опадів – 1139 мм.
| Клімат поселення                              | Клімат поселення | Клімат поселення | Клімат поселення | Клімат поселення | Клімат поселення | Клімат поселення | Клімат поселення | Клімат поселення | Клімат поселення | Клімат поселення | Клімат поселення | Клімат поселення | Клімат поселення |
| Показник                                      | Січ.             | Лют.             | Бер.             | Квіт.            | Трав.            | Черв.            | Лип.             | Серп.            | Вер.             | Жовт.            | Лист.            | Груд.            |                  |
| Середній максимум, °C                         | 9,35             | 9,13             | 12,19            | 15,18            | 20,26            | 24,48            | 26,12            | 25,80            | 21,53            | 17,14            | 12,39            | 9,75             |                  |
| Середня температура, °C                       | 5,84             | 5,62             | 8,67             | 11,66            | 16,72            | 20,97            | 23,35            | 23,05            | 18,78            | 14,38            | 9,66             | 7,00             |                  |
| Середній мінімум, °C                          | 2,32             | 2,10             | 5,16             | 8,14             | 13,22            | 17,45            | 20,58            | 20,28            | 16,01            | 11,64            | 6,89             | 4,25             |                  |
| Норма опадів, мм                              | 95               | 76               | 82               | 85               | 74               | 86               | 55               | 82               | 108              | 139              | 142              | 115              |                  |
| Середньомісячна швидкість вітру, м/с          | 2.94             | 3.15             | 3.19             | 3.01             | 2.71             | 2.61             | 2.58             | 2.61             | 2.72             | 3.01             | 3.27             | 3.21             |                  |
| Середньомісячна сонячна радіація, кДж/м²·день | 4520             | 7344             | 10652            | 15200            | 19520            | 21213            | 22384            | 19362            | 14142            | 9113             | 4933             | 3783             |                  |
| --------------------------------------------- | ---------------- | ---------------- | ---------------- | ---------------- | ---------------- | ---------------- | ---------------- | ---------------- | ---------------- | ---------------- | ---------------- | ---------------- | ---------------- |
| Джерело:                                      |                  |                  |                  |                  |                  |                  |                  |                  |                  |                  |                  |                  |                  |